# Везлиз
Везли́з (фр. Vézelise) — коммуна во французском департаменте Мёрт и Мозель, региона Лотарингия. Является центром одноимённого кантона.

## География

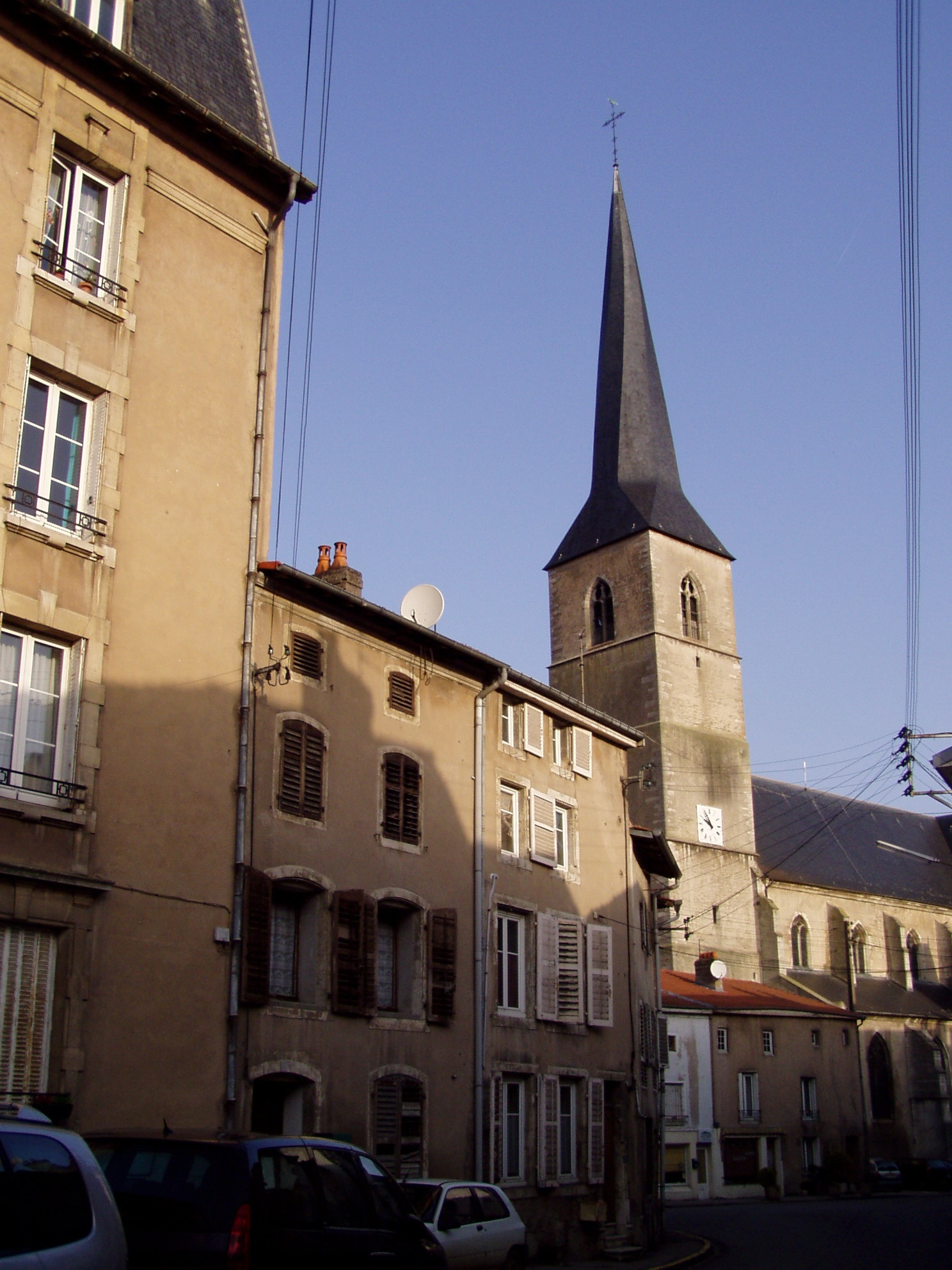
Церковь в Везлиз.

Везлиз расположен в 24 км к югу от Нанси в исторической области Сентуа. Соседние коммуны: Удревиль и Омельмон на северо-востоке, Кевиллонкур на юго-востоке, Оньевиль на юго-западе, Витре на западе.

## Демография
Население коммуны на 2010 год составляло 1495 человек.
| 1962 | 1968 | 1975 | 1982 | 1990 | 1999 | 2010 |
| ---- | ---- | ---- | ---- | ---- | ---- | ---- |
| 1233 | 1237 | 1105 | 1513 | 1391 | 1337 | 1495 |